# Remig Stumpf
Remig Stumpf (Schweinfurt, 25 marzo 1966 – Bergrheinfeld, 14 maggio 2019) è stato un ciclista su strada e pistard tedesco.

## Carriera
Professionista dal 1989 al 1993, in carriera vinse due campionati tedeschi a cronometro nella categoria Dilettanti e alcune tappe in corse come la Volta a la Comunitat Valenciana, il Tour of Britain e il Tour de Suisse. Partecipò in due discipline alle Olimpiadi del 1988, oltre che a due Campionati del mondo.
È morto suicida il 14 maggio 2019, dopo aver ucciso la moglie da cui si stava separando.

## Palmarès

### Strada
- 1983 (Juniores, una vittoria)

Classifica generale Internationale 3-Etappen-Rundfahrt
- 1986 (Dilettanti, tre vittorie)

Rund um Düren
Classifica generale Berliner Etappenfahrt
Rund um Köln
- 1987 (Dilettanti, quattro vittorie)

5ª tappa Giro della Bassa Sassonia (Bad Münder am Deister > Hannover)
13ª tappa Corsa della Pace (Oleśnica > Łódź)
Classifica generale Internationale Ernst-Sachs-Tour
Campionati tedeschi, Prova a cronometro Dilettanti
- 1988 (Dilettanti, quattro vittorie)

6ª tappa Vuelta a Cuba
4ª tappa Tour du Vaucluse
Classifica generale Internationale Ernst-Sachs-Tour
Campionati tedeschi, Prova a cronometro Dilettanti
- 1989 (Toshiba, cinque vittorie)

4ª tappa Quatre Jours de Dunkerque (Armentières > San Quintino)
5ª tappa Tour de Suisse (Bad Zurzach > Baden)
1ª tappa Tour of Britain (Dundee > Glasgow)
3ª tappa Tour of Britain (Chester > Birmingham)
5ª tappa Tour of Britain (Westminster > Westminster)
- 1990 (Toshiba, una vittoria)

1ª tappa - 2ª semitappa Volta a la Comunitat Valenciana (Cullera, cronometro)
- 1991 (Histor-Sigma, una vittoria)

1ª tappa Quatre Jours de Dunkerque (Dunkerque > Dunkerque)
- 1993 (Collstrop, una vittoria)

4ª tappa Volta a la Comunitat Valenciana (L'Alcúdia de Crespins > Sagunto)

#### Altri successi
- 1987 (Dilettanti)

4ª tappa - parte a Giro della Bassa Sassonia (Bückeburg > Uchte, cronosquadre)
- 1988 (Dilettanti)

Campionati tedeschi, Cronosquadre (con Ernst Christl, Werner Müller e Werner Stauff)
- 1989 (Toshiba)

3ª tappa Parigi-Nizza (Vergèze, cronosquadre)
Classifica a punti Tour of Britain
Criterium Regensburg
3ª tappa Tour de l'Avenir (Charleville-Mézières > Sedan, cronosquadre)

### Pista
- 1992

Sei giorni di Colonia (con Bruno Holenweger)
- 1993

Sei giorni di Colonia (con Urs Freuler)

## Piazzamenti

### Grandi Giri
- Tour de France

1991: ritirato (17ª tappa)
1992: ritirato (13ª tappa)

### Classiche monumento
- Milano-Sanremo

1989: 78º
- Giro delle Fiandre

1990: 43º
- Parigi-Roubaix

1990: 32º
1991: 56º

### Competizioni mondiali
- Campionati del mondo

Wanganui 1986 - In linea Junior: 6º
Chambéry 1989 - In linea Professionisti: ritirato
Utsunomiya 1990 - In linea Professionisti: ritirato
- Giochi olimpici

Seul 1988 - Cronosquadre: 6º
Seul 1988 - In linea: 14º